# Nové Rusko
Nové Rusko (rusky Новая Россия, Novaja Rossija) či Novorusko (Новороссия, Novorossija), případně Nová Rus (Новая Русь, Novaja Rus) nebo Novoruský kraj (Новороссийский край, Novorossijskij kraj), je historické označení stepních území na severním pobřeží Černého moře, které ve 2. třetině 18. století dobyla, obsadila a poté i kolonizovala nejprve srbskými, pak hlavně ruskými a ukrajinskými osadníky Ruská říše. Historicky šlo o většinu tzv. Divokých polí a sousední Jedisan, na severu sousedící s Maloruskem a Podolím, na západě pak s Besarábií (včetně Budžaku). Správním střediskem bylo nejprve město Kremenčuk (zal. 1571), poté Jekatěrinoslav (zal. 1776), později Oděsa (zal. 1794). Území bylo před ruským obsazením součástí Osmanské říše a před tím částečně Záporožské Siče; dnes je součástí Ukrajiny, malé části též Ruska a Moldávie. 
Poprvé byl název oficiálně ustaven roku 1764, když vznikla Novoruská gubernie. Ta byla ovšem roku 1802 rozdělena do tří nástupnických gubernií – Jekatěrinoslavské, Tavrické a Chersonské – takže pojem už zůstal jen v rovině kulturně-zeměpisné. Po Říjnové revoluci se pak přestalo jméno Nové Rusko používat.
Znovu byl tento název oživen až v 10. létech 21. století v souvislosti s chaotickými událostmi let 2013/14 na Ukrajině (tzv. Euromajdan), když byla proruskými povstalci a separatisty navržena konfederace Novorusko – Svaz lidových republik, složená ze samozvaných Doněcké lidové republiky (DPR) a Luhanské lidové republiky (LPR), které leží ve východní části historického novoruského území, přiléhající k Rusku. Vytvoření Novoruska bylo vyhlášeno 22. května 2014 a o měsíc později mluvčí samozvaných republik DNR a LNR oznámili sloučení do konfederace. Ukrajina se ale rozhodla separatismus potlačit vojensky a označila konfederaci za oblast, kde proběhne tzv. protiteroristická operace (ATO). Ani ne po roce byl politický projekt Novoruska stornován: dne 1. ledna 2015 bylo ukrajinskými separatisty oznámeno, že projekt byl pozastaven a dne 20. května prohlásili představitelé obou republik, že v souladu s Minskými dohodami konfederace zaniká.